# مركز سموثي كينج
مركز سموثي كينج (بالإنجليزية: Smoothie King Center)‏ هي ساحة داخلية متعددة الأغراض في نيو أورلينز، لويزيانا، الولايات المتحدة. يقع في منطقة الأعمال المركزية بالمدينة، بجوار ملعب مرسيدس بنز سوبردوم.